# NGC 1981
NGC 1981 ist die Bezeichnung eines offenen Sternhaufens im Sternbild Orion. Er bildet für das bloße Auge den nördlichsten Punkt im Schwert des Himmelsjägers Orion. NGC 1981 hat eine Winkelausdehnung von etwa 28' und eine scheinbare Helligkeit von 4,2 mag.
Der Haufen besitzt nur wenige, weit auseinanderstehende, aber dafür helle Sterne auf einem Areal mit einem Durchmesser von 25 Bogenminuten und gehört zur Untergruppe c der Orion-OB1-Assoziation.
Die Entfernung beträgt etwa 1300 Lichtjahre, das Alter wird auf fünf bis zehn Millionen Jahre geschätzt.
Der Sternhaufen wurde am 4. Januar 1827 von dem Astronomen John Herschel entdeckt.